# Бехтин, Владимир Петрович
Владимир Петрович Бехтин (2 октября 1923 года, Печерниковские Выселки, Рязанская губерния — 12 апреля 1981 года) — советский военнослужащий, участник Великой Отечественной войны, полный кавалер ордена Славы. 

## Биография
Родился 2 октября 1923 года в с. Печерниковские Выселки Рязанской губернии в семье крестьянина.
Окончил 5 классов.
Был слесарем в конторе «Мосгаз».
В Красной Армии с августа 1941 года.
На фронте в Великую Отечественную войну с декабря 1941 г.
Сапер-разведчик 238-го инженерно-саперного батальона рядовой Бехтин с 8 по 12 июня 1944 г. умело производил инженерную разведку противника, переправ через р. Припять в районе г. Ратно (Волынская область). Снял около 100 мин, участвовал в захвате «языка».
3 февраля 1945 года в том же боевом составе (2-й Белорусский фронт) в рукопашной схватке в районе г. Хелмно (Польша) сразил 5 солдат противника и захватил в плен офицера. 4 февраля 1945 года в числе первых ворвался в расположение противника и забросал гранатами огневую точку.
При форсировании р. Одер 20 апреля 1945 года первым переправил 10 стрелков.
Всего сделал 9 рейсов, перевезя 73 человека и обратно доставив на лодке 25 раненых.
Старшина Бехтин демобилизован в 1948 г. Работал слесарем газового хозяйства в Москве.
Умер 12 апреля 1981 года.
Похоронен на Калитниковском кладбище (участок 21).

## Награды
- Полный кавалер ордена Славы

орден Славы 3 степени (3 августа 1944 года).
орден Славы 2 степени (13 марта 1945 года).
орден Славы 1 степени (29 июня 1945 года).
- медали.